# Satellite Football Club (Conakry)
Actualités
Le Satellite Football Club est un club de football guinéen basé à Conakry.

## Histoire
Après le départ du Franco-Congolais, Théophile Bola à la tête du Satellite de Guinée, le président Almamy Sylla est en passe de faire signer un entraîneur ivoirien en vue de la saison sportive 2013-2014.[réf. nécessaire]

## Palmarès
- Championnat de Guinée (2)
  - Champion : 2002, 2005
  - Vice-Champion : 2001, 2003,2013

- Coupe de Guinée (2)
  - Vainqueur : 2006, 2008
  - Finaliste : 2002, 2007, 2010

- Supercoupe de Guinée (1)
  - Vainqueur : 2008

- Tournoi Ruski Alumini (3)
  - Vainqueur : 2001, 2004, 2006
  - Finaliste : 2003